# 末永徹
末永 徹（すえなが とおる、1964年 - ）は、日本の評論家。
現在、経済やグルメを中心に評論活動を行う。

## 人物・経歴
1987年に東京大学法学部を卒業後、ソロモン・ブラザーズ・アジア証券に勤務。トレーダーとして株価指数先物、オプションなど主に株式に関連する商品の売買に関わり、ニューヨーク、ロンドン、東京に勤務する。1997年に同社を退職。
2008年3月　ジャスダック証券取引所上場の株式会社フィールズ取締役（会長室長）、2012年から同社取締役法務室長。
著書「メイク★マネー！」では、1980年代終わりから1990年代半ばのバブル崩壊後の日本で、最先端金融技術を持つ外資系金融会社が何を行っていたかを記した。

## 主な著書
- メイク・マネー!―私は米国投資銀行のトレーダーだった(1999/9)
- 経済はミステリー(2001/11/1)
- 「コーヒー一杯」からわかる「新しい経済」の見方(2001/12)
- 日本が栄えても、日本人は幸福になれない(2002/3)
- 戦争と経済と幸福と(2002/9)
- 通勤電車で身につく経済の読み方(2002/3)
- ソニー銀行 道具としての銀行―フェアな金融機関とクレバーな個人の経済学(2002/12)
- 食材はどこから(2005/3)